# Feddes Repertorium Specierum Novarum Regni Vegetabilis
Feddes Repertorium Specierum Novarum Regni Vegetabilis (abreviado Feddes Repert. Spec. Nov. Regni Veg.) fue una revista con ilustraciones y descripciones botánicas que fue editada en Berlín desde el año 1943 hasta 1964, publicándose los números 52 al 69. Fue precedida por Repert. Spec. Nov. Regni Veg. y reemplazada por Feddes Repertorium. 